# Colonia Vista Hermosa, Michoacán de Ocampo
Colonia Vista Hermosa är en ort i Mexiko.   Den ligger i kommunen Tuxpan och delstaten Michoacán de Ocampo, i den södra delen av landet, 140 km väster om huvudstaden Mexico City. Colonia Vista Hermosa ligger 1 764 meter över havet och antalet invånare är 163.
Terrängen runt Colonia Vista Hermosa är huvudsakligen kuperad. Colonia Vista Hermosa ligger nere i en dal. Runt Colonia Vista Hermosa är det ganska tätbefolkat, med 116 invånare per kvadratkilometer. Närmaste större samhälle är Heróica Zitácuaro, 17,1 km sydost om Colonia Vista Hermosa. Omgivningarna runt Colonia Vista Hermosa är en mosaik av jordbruksmark och naturlig växtlighet.